# Сан-Джованни-Театино
Сан-Джованни-Театино (итал. San Giovanni Teatino) — коммуна и город в Италии, расположена в регионе Абруццо, подчиняется административному центру Кьети.
Население составляет 10 048 человек, плотность населения составляет 558 чел./км². Занимает площадь 18 км². Почтовый индекс — 66020. Телефонный код — 085.
Покровителем населённого пункта считается San Vincenzo.